# Ruwenzorisorex suncoides
Ruwenzorisorex suncoides  (Osgood, 1936) è un toporagno della famiglia dei Soricidi, unica specie del genere Ruwenzorisorex (Hutterer, 1986), endemico dell'Africa centrale.

## Descrizione

### Dimensioni
Toporagno di piccole dimensioni, con la lunghezza della testa e del corpo tra 84 e 102 mm, la lunghezza della coda tra 55 e 70 mm, la lunghezza del piede tra 16 e 19 mm, la lunghezza delle orecchie tra 7 e 8 mm e un peso fino a 23 g.

### Caratteristiche craniche e dentarie
Il cranio è allungato, appiattito, con un profilo concavo e quattro denti superiori unicuspidati. Gli incisivi inferiori sono lisci.
Sono caratterizzati dalla seguente formula dentaria:

### Aspetto
La pelliccia è relativamente lunga, lanosa e resistente all'acqua. Le parti dorsali sono grigio-nerastre con dei riflessi grigio chiari e cosparse di peli chiari più lunghi sulla groppa, mentre le parti inferiori sono grigio ardesia. La base dei peli è ovunque grigia. Il muso è lungo ed appuntito, rigonfio sui fianchi dove sorgono le vibrisse, gli occhi sono piccoli. Le orecchie sono piccole e nascoste nella pelliccia. Le zampe non sono particolarmente modificate. La coda è lunga meno della metà della testa e del corpo, leggermente più scura sopra e chiara sotto e priva di setole.

## Biologia

### Comportamento
Si tratta dell'unica specie di toporagno semi-acquatico africano. È esclusivamente notturna.

### Alimentazione
Si nutre di piccoli pesci e vermi.

## Distribuzione e habitat
Questa specie è conosciuta soltanto lungo i due versanti della Rift valley albertina, nella Repubblica Democratica del Congo orientale, in Ruanda, Uganda e Burundi.
Vive nelle foreste montane tra 1.800 e 2.350 metri di altitudine in prossimità di piccoli corsi d'acqua.

## Conservazione
La IUCN Red List, considerato l'areale limitato e fortemente frammentato e il continuo declino nell'estensione e nella qualità del proprio habitat forestale, classifica R.suncoides come specie vulnerabile (VU).